# Kassettenmutagenese
Die Kassettenmutagenese ist eine Methode zur zielgerichteten, ortsspezifischen Erzeugung von Mutationen in einem DNA-Molekül. Sie ist die konzeptionell einfachste Methode der zielgerichteten Mutagenese in der Molekularbiologie. Sie basiert auf der Verwendung zweier in der Regel synthetischer Oligodesoxynukleotid-Stränge, die zueinander komplementär sind und die die gewünschte(n) Mutation(en) beinhalten. Beide Stränge werden zu einem kurzen doppelsträngigen DNA-Fragment, der Mutagenesekassette verschmolzen und in ein mit Hilfe von Restriktionsenzymen geschnittenes DNA-Zielmolekül (Mutageneserahmen) ligiert. Aufgrund dieses Mechanismus wird die Kassettenmutagenese insbesondere zum kompletten Austausch kleinerer Fragmente des codierten Proteins genutzt.